# Frank Reumers
Frank Reumers (22 september 1973) is een Belgisch voormalig voetballer die speelde als middenvelder.

## Carrière
Reumers speelde met KRC Genk in de hoogste klasse. In het seizoen 1993/1994 degradeerden ze naar Tweede Klasse. Daarna speelde hij nog voor Patro Eisden MM, Bocholter VV en KFC Diest.